# 弗朗茨·明特费林

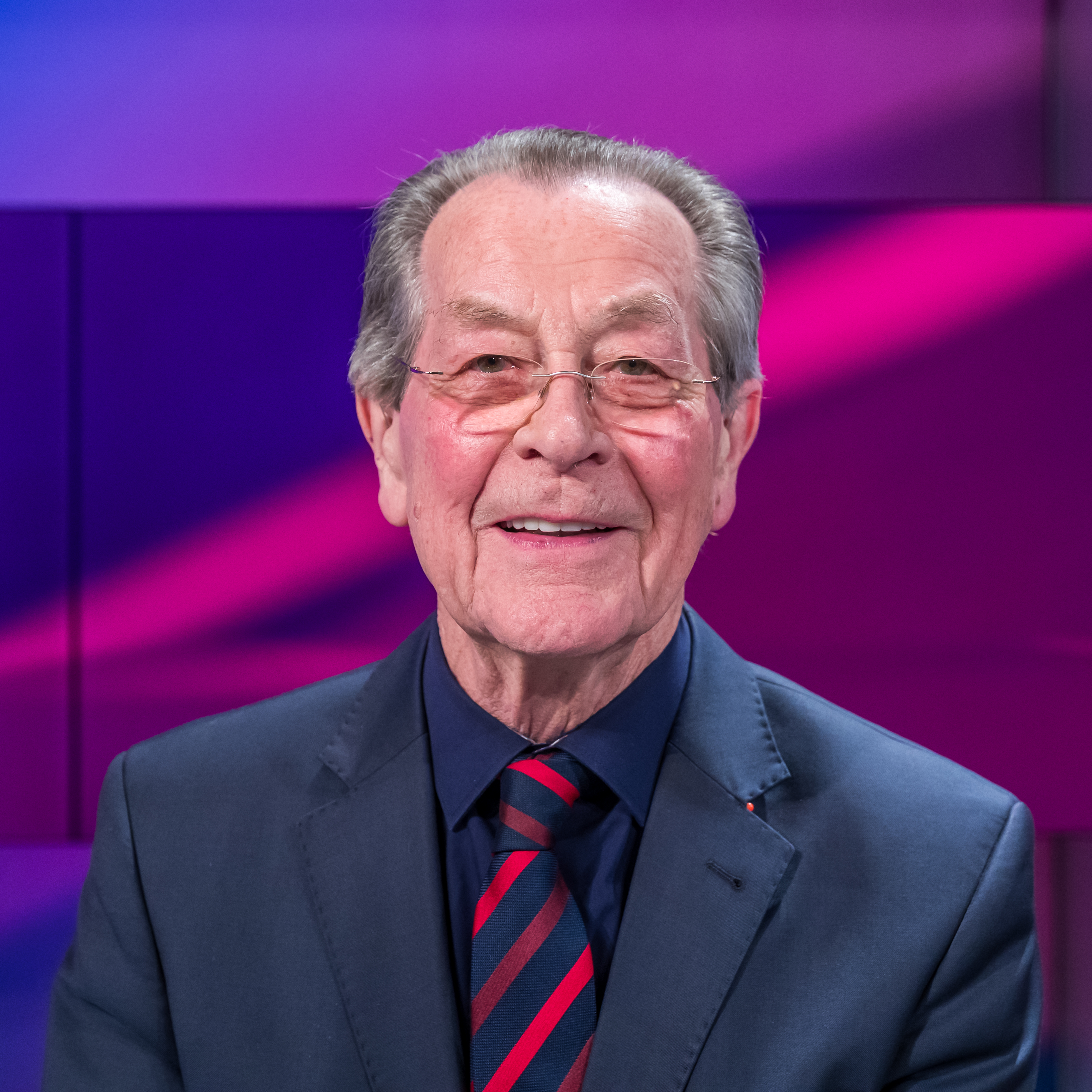
弗朗茨·明特费林

弗朗茨·明特费林（德語：Franz Müntefering，德語發音：[ˈmʏntəˌfeːʁɪŋ] ⓘ；1940年1月16日—），生于阿恩斯贝格市的内海姆，他是德国社会民主党（SPD）内的一名重要人物。
1998-1999年期间他担任德国交通、建筑和住房部长，在2002-2005年担任德国联邦议院德国社会民主党派主席以及2004-2005年任德国社会民主党联邦主席。2005-2007年他最终在梅克尔内阁担任德国工作和社会部长和德国联邦副总理一职。2008年9月7日在库特·贝克退出德国社会民主党派主席的位子后，明特费林还曾被党内主席团提名为该职位的接班人。

## 生涯
明特費林的父親是一位農民，他的母親是家庭主婦。他一直到7歲半才認識他的父親，因為當年他父親才因為二戰結束而返回家園。雙親在1985年過世。
1954-1957年他就讀於孙登的國民學校，畢業後繼續工業業務的實習，並一直在金屬加工業服務到1975年。1961/1962年服役。

## 家庭
他於2009年12月12日與SPD的米歇尔·舒曼（Michelle Schumann，1980年生）結婚。她在1999-2004年間是黑尔讷县的年輕社會代表主席。2002年起她擔任SPD在黑尔讷县的代表，並且從2004年成為SPD在威西法倫邦的地方主席。